# Церковь Перенесения Мощей Святого Николая (Турка)
Церковь Перенесения Мощей Святого Николая (укр. Церква перенесення мощів святого Миколая) — деревянный греко-католический храм в городе Турка Львовской области, образец бойковского стиля, памятник архитектуры национального значения.

## История
Расположена на городском кладбище в урочище Локоть. Построена, как свидетельствуют надпись в внутри за 1820 год — в 1776 году, что подтверждается исследованиями Михаила Драгана. По данным, собранным исследователем Иваном Юсиповича, церковь построенная на средства владельца города (помещика) Яна Калиновского в 1750 году. Рядом с церковью Калиновский выделил землю под городское кладбище — с тех пор в городе украинцев и поляков начали хоронить на общем кладбище.

## Описание
Церковь является типичным образцом бойковского деревянного церковного строительства. Церковь тризубная трехъярусная, с декоративной аркадой-галереей над притвором. Строение храма отличается некоторой асимметричностью башен, разной высотой ярусов. Наибольшие размеры имеет неф, значительно меньше — алтарь и бабинец. Центральная и западная башни четырёхъярусные, восточная — трёхъярусная. Над притвором вокруг верхнего яруса расположена закрытая галерея, которая не только украшает церковь, но и придает ей оборонный характера. Два окна второго яруса нефа является композиционным центром всего храма. Нижний ярус соединён с галереей, которая опущена достаточно низко и опирается на консоли. Башни завершают пирамидальные кровли с барабанами и маленькими грушевидными головками, на которых размещены достаточно высокие кресты. Внешний вид храма со временем несколько изменился. К бабинцу с запада достроен притвор, а к алтарю с южной стороны — ризница. Гонтовые покрытия стен были заменены тёсом, крыша — перекрыт железом. Церковь имеет входы с запада и юга. Иконостас выполнен в стиле барокко.
Ко времени построения в центре города нового храма Святых Петра и Павла, церковь перенесения мощей святого Николая функционировал как главный храм греко-католической общины города Турка, сегодня же используется, главным образом как поминальный храм.